# Nonen

Strukturformel för 1-nonen.

Nonen är ett kolväte, närmare bestämt en alken med nio kolatomer, en dubbelbindning och molekylformeln C9H18. Det finns ett antal olika isomerer av nonen, med olika konfiguration på kolskelettet och olika placering av dubbelbindningen.